# Zaina Erhaim
Zaina Erhaim est une journaliste syrienne, présentement basée au Royaume-Uni.
Ayant réalisé plusieurs reportages de la guerre civile syrienne depuis la Syrie, Zaina Erhaim est coordonnatrice de Syrie de l'Institut des études sur la guerre et la paix, Institute for War and Peace Reporting (en) (IWPR). En tant que telle, elle a formé des centaines de personnes, dont plusieurs femmes, au journalisme citoyen,.
Erhaim a remporté le Peter Mackler Award for Courageous and Ethical Journalism ainsi que l'Index on Censorship's Freedom of Expression Journalism Award et le Press Freedom Prize. Elle collabore avec des médias tels The Economist, The Guardian, Newsweek, Middle East Eye, Orient TV (en), Al-Hayat et Syria-News (en).

## Biographie
Erhaim naît à Idleb, dans le nord-ouest de la Syrie. Elle étudie à Damas, puis complète une maîtrise en journalisme international à Londres alors que commence la guerre civile syrienne en 2011,. Erhaim passe un an ou deux comme journaliste à BBC Arabic Television avant de retourner en Syrie à l'été 2011, d'abord à Damas, puis elle se rend à Alep et à Idleb,,,, afin de couvrir la situation sur place.
Avant la révolution, Zaina Erhaim est convoquée plusieurs fois par les services de renseignement à cause de son travail de journaliste. Elle est également impliquée dans des campagnes civiques sur le statut des femmes. Elle rêve alors d'« une Syrie démocratique ». Aussi, lorsqu'une manifestation a lieu le 17 février 2011 dans le quartier de Hariqa à Damas, elle est heureuse et décide d'aider les militants via internet. Elle participe à la fondation du bureau d'information des Comités locaux de coordination, avec Razan Zaitouneh et une autre militante.
En 2011, elle retourne en Syrie et participe au mouvement de protestation, aide les jeunes journalistes à préparer des bulletins d'information, et réalise des reportages. En 2012, elle rédige un rapport sur les différents groupes armés rebelles et les différentes milices liées au régime. Accusée de trahison par les partisans de la révolution, elle se rend en Syrie, puis décide de rencontrer un chef de l'Armée syrienne libre pour lui présenter son point de vue et le convaincre qu'elle n'a commis aucun délit.
En 2012 également, bien que partisane de la révolution, elle décide de se rendre dans la ville de Foua, aux mains de milices et groupes armés pro-régime, et encerclée par les rebelles, afin de faire un reportage sur l'impact humain et les souffrances endurées par les populations. Des miliciens pro-régimes tentent alors de la tuer, mais deux responsables de milices pro-régime décident de la protéger et l'aident à sortir de la ville.
En 2013, en collaboration avec l'Institut des études sur la guerre et la paix, elle soutient les militants et journalistes menacées et se rend notamment à Raqqa, mais fuit après l'enlèvement du père Paolo Dall'Oglio par Daech. Elle se rend également à Alep, où elle fonde le centre Mon espace, qui propose des cours aux femmes, privées de cours par l'interdiction de la mixité imposée par les groupes armés, mais est contrainte de fermer le centre lorsque le régime reprend la région.
En 2016, alors qu'elle est enceinte, Zaina Erhaim quitte la Syrie et se rend en Turquie, avec le projet de revenir, mais, menacée par Jabhat al-Nusra, elle s'établit en Turquie. La même année, alors qu'elle se rend au Royaume-Uni pour participer à un festival littéraire auquel elle est conviée, son passeport lui est confisqué par les autorités britanniques, à la demande de Damas, qui affirme que le passeport a été déclaré volé, et on lui conseille de « contacter l'assistance consulaire du gouvernement syrien, qui a une histoire bien documentée d'emprisonnement, de torture et de meurtre d'opposants », ce qui est condamné par Index on Censorship. Après 2 années en Turquie, elle s'installe au Royaume-Uni.

## Prix
- Peter Mackler Award for Courageous and Ethical Journalism[14]
- Index on Censorship's Freedom of Expression Journalism Award
- Press Freedom Prize[13]